# Snowboard-Weltcup 1998/99
Der FIS Snowboard-Weltcup 1998/99 begann am 13. November 1998 im österreichischen Zell am See und endete am 14. März 1999 im italienischen Olang. Bei den Männern und Frauen wurden jeweils 35 Wettbewerbe ausgetragen. Die Gesamtweltcups sicherten sich der Franzose Mathieu Bozzetto und die Österreicherin Manuela Riegler.

## Männer

### Podestplätze
- GS = Riesenslalom
- SG = Super-G
- PGS = Parallel-Riesenslalom
- PSL = Parallel-Slalom
- SBX = Snowboardcross
- HP = Halfpipe

| Nr.                                                                          | Datum             | Austragungsort       | Disziplin | Sieger             | Zweiter             | Dritter                 |
| ---------------------------------------------------------------------------- | ----------------- | -------------------- | --------- | ------------------ | ------------------- | ----------------------- |
| 1.                                                                           | 13. November 1998 | Zell am See          | PSL       | Werner Ebenbauer   | Mathieu Chiquet     | Stephen Copp            |
| 2.                                                                           | 14. November 1998 | Zell am See          | GS        | Harald Walder      | Stefan Kaltschütz   | Maxence Idesheim        |
| 3.                                                                           | 20. November 1998 | Tandådalen           | PGS       | Jasey-Jay Anderson | Mathieu Bozzetto    | Stephen Copp            |
| 4.                                                                           | 23. November 1998 | Tandådalen           | HP        | Ross Powers        | Zach Horwitz        | Jonathan Collomb-Patton |
| 5.                                                                           | 23. November 1998 | Tandådalen           | HP        | Tommy Czeschin     | Fredrik Sterner     | Daniel Nordin           |
| 6.                                                                           | 28. November 1998 | Sestriere            | PSL       | Nicolas Huet       | Elmar Messner       | Mathieu Chiquet         |
| 7.                                                                           | 29. November 1998 | Sestriere            | GS        | Jeff Archibald     | Nicolas Huet        | Richard Richardsson     |
| 8.                                                                           | 4. Dezember 1998  | Ischgl               | PSL       | Mathieu Chiquet    | Maxence Idesheim    | Mathieu Bozzetto        |
| 9.                                                                           | 10. Dezember 1998 | Whistler             | SG        | Ian Price          | Mark Fawcett        | Richard Richardsson     |
| 10.                                                                          | 11. Dezember 1998 | Whistler             | HP        | Fredrik Sterner    | Ross Powers         | Markus Jonsson          |
| 11.                                                                          | 12. Dezember 1998 | Whistler             | SBX       | Scott Gaffney      | Ben Wainwright      | Mathieu Morency         |
| 12.                                                                          | 15. Dezember 1998 | Mount Bachelor       | SG        | Mark Fawcett       | Jeff Archibald      | Jeff Greenwood          |
| 13.                                                                          | 16. Dezember 1998 | Mount Bachelor       | HP        | Ross Powers        | Tommy Czeschin      | Michael Michalchuk      |
| 14.                                                                          | 5. Januar 1999    | Morzine              | PGS       | Mathieu Bozzetto   | Mathieu Chiquet     | Werner Ebenbauer        |
| 15.                                                                          | 6. Januar 1999    | Morzine              | PSL       | Markus Ebner       | Mathieu Bozzetto    | Richard Richardsson     |
| 16.                                                                          | 7. Januar 1999    | Morzine              | HP        | Sébastien Vassoney | Fredrik Sterner     | Jonathan Collomb-Patton |
| 12. bis 19. Januar 1999: Snowboard-Weltmeisterschaften 1999 in Berchtesgaden |                   |                      |           |                    |                     |                         |
| 17.                                                                          | 20. Januar 1999   | Gstaad               | GS        | Elmar Messner      | Stefan Kaltschütz   | Maxence Idesheim        |
| 18.                                                                          | 22. Januar 1999   | Grächen              | SBX       | Darren Chalmers    | Sylvain Duclos      | Jeff Greenwood          |
| 19.                                                                          | 25. Januar 1999   | Madonna di Campiglio | GS        | Darren Chalmers    | Stefan Kaltschütz   | Jeff Archibald          |
| 20.                                                                          | 30. Januar 1999   | Mont Sainte-Anne     | GS        | Charlie Cosnier    | Ian Price           | Jasey-Jay Anderson      |
| 21.                                                                          | 31. Januar 1999   | Mont Sainte-Anne     | HP        | Guillaume Morisset | Tommy Czeschin      | Guy Deschesne           |
| 22.                                                                          | 5. Februar 1999   | Park City            | PSL       | Mathieu Bozzetto   | Richard Richardsson | Mathieu Chiquet         |
| 23.                                                                          | 6. Februar 1999   | Park City            | HP        | Ross Powers        | Tommy Czeschin      | Ricky Bower             |
| 24.                                                                          | 7. Februar 1999   | Park City            | GS        | Stefan Kaltschütz  | Jasey-Jay Anderson  | Mathieu Bozzetto        |
| 25.                                                                          | 4. Februar 1999   | Asahikawa            | PSL       | Mathieu Bozzetto   | Nicolas Huet        | Dieter Moherndl         |
| 26.                                                                          | 6. Februar 1999   | Asahikawa            | HP        | Ross Powers        | Shin’ichi Watanabe  | Tommy Czeschin          |
| 27.                                                                          | 19. Februar 1999  | Naeba                | PGS       | Stefan Kaltschütz  | Felix Stadler       | Mathieu Chiquet         |
| 28.                                                                          | 20. Februar 1999  | Naeba                | HP        | Ross Powers        | Tommy Czeschin      | Fredrik Sterner         |
| 29.                                                                          | 20. Februar 1999  | Naeba                | PSL       | Nicolas Huet       | Mathieu Bozzetto    | Anton Pogue             |
| 30.                                                                          | 5. März 1999      | Kreischberg          | SBX       | Zeke Steggall      | Henrik Jansson      | Sylvain Duclos          |
| 31.                                                                          | 6. März 1999      | Kreischberg          | PSL       | Nicolas Huet       | Harald Walder       | Dejan Košir             |
| 32.                                                                          | 11. März 1999     | Olang                | PGS       | Mathieu Bozzetto   | Karl Frenademez     | Richard Richardsson     |
| 33.                                                                          | 12. März 1999     | Olang                | PSL       | Mathieu Bozzetto   | Mathias Behounek    | Stefan Kaltschütz       |
| 34.                                                                          | 13. März 1999     | Olang                | HP        | Ross Powers        | Mathieu Justafre    | Zach Horwitz            |
| 35.                                                                          | 14. März 1999     | Olang                | SBX       | Pontus Ståhlkloo   | Magnus Sterner      | Ben Wainwright          |

### Weltcupstände
| Rang | Name                | Punkte |
| ---- | ------------------- | ------ |
| 1.   | Mathieu Bozzetto    | 1263   |
| 2.   | Stefan Kaltschütz   | 1081   |
| 3.   | Ross Powers         | 978    |
| 4.   | Nicolas Huet        | 932    |
| 5.   | Mathieu Chiquet     | 872    |
| 6.   | Magnus Sterner      | 860    |
| 7.   | Richard Richardsson | 810    |
| 8.   | Tommy Czeschin      | 708    |
| 9.   | Maxence Idesheim    | 694    |
| 10.  | Werner Ebenbauer    | 662    |

| Rang | Name                | Punkte |
| ---- | ------------------- | ------ |
| 1.   | Stefan Kaltschütz   | 6600   |
| 2.   | Jeff Archibald      | 4460   |
| 3.   | Mathieu Bozzetto    | 4270   |
| 4.   | Richard Richardsson | 3830   |
| 5.   | Maxence Idesheim    | 3650   |
| 6.   | Charlie Cosnier     | 3178   |
| 7.   | Ian Price           | 2982   |
| 8.   | Markus Ebner        | 2968   |
| 9.   | Harald Walder       | 2945   |
| 10.  | Jasey-Jay Anderson  | 2940   |

| Rang | Name                | Punkte |
| ---- | ------------------- | ------ |
| 1.   | Mathieu Bozzetto    | 5850   |
| 2.   | Mathieu Chiquet     | 4700   |
| 3.   | Nicolas Huet        | 4640   |
| 4.   | Werner Ebenbauer    | 3250   |
| 5.   | Richard Richardsson | 2990   |
| 6.   | Stefan Kaltschütz   | 2950   |
| 7.   | Elmar Messner       | 2830   |
| 8.   | Stephen Copp        | 2410   |
| 9.   | Maxence Idesheim    | 2300   |
| 10.  | Dejan Košir         | 2280   |

| Rang | Name             | Punkte |
| ---- | ---------------- | ------ |
| 1.   | Sylvain Duclos   | 1760   |
| 2.   | Magnus Sterner   | 1750   |
| 3.   | Ben Wainwright   | 1690   |
| 4.   | Zeke Steggall    | 1640   |
| 5.   | Henrik Jansson   | 1590   |
| 6.   | Pontus Ståhlkloo | 1450   |
| 7.   | Jeff Greenwood   | 1240   |
| 8.   | Darren Chalmers  | 1230   |
| 9.   | Scott Gaffney    | 1000   |
| 10.  | Anton Pogue      | 950    |

| Rang | Name                    | Punkte |
| ---- | ----------------------- | ------ |
| 1.   | Ross Powers             | 7090   |
| 2.   | Tommy Czeschin          | 5660   |
| 3.   | Fredrik Sterner         | 4960   |
| 4.   | Zach Horwitz            | 3970   |
| 5.   | Markus Jonsson          | 2530   |
| 6.   | Shin’ichi Watanabe      | 2520   |
| 7.   | Sébastien Vassoney      | 2235   |
| 8.   | Magnus Sterner          | 2215   |
| 9.   | Jonas Gunnarsson        | 1930   |
| 10.  | Jonathan Collomb-Patton | 1860   |

## Frauen

### Podestplätze
| Nr.                                                                          | Datum             | Austragungsort       | Disziplin | Sieger            | Zweiter           | Dritter                  |
| ---------------------------------------------------------------------------- | ----------------- | -------------------- | --------- | ----------------- | ----------------- | ------------------------ |
| 1.                                                                           | 13. November 1998 | Zell am See          | PSL       | Manuela Riegler   | Heidi Renoth      | Marion Posch             |
| 2.                                                                           | 14. November 1998 | Zell am See          | GS        | Margherita Parini | Karine Ruby       | Birgit Herbert           |
| 3.                                                                           | 20. November 1998 | Tandådalen           | PGS       | Lidia Trettel     | Karine Ruby       | Heidi Renoth             |
| 4.                                                                           | 23. November 1998 | Tandådalen           | HP        | Michelle Taggart  | Kim Stacey        | Doriane Vidal            |
| 5.                                                                           | 23. November 1998 | Tandådalen           | HP        | Doriane Vidal     | Anna Hellman      | Tricia Byrnes            |
| 6.                                                                           | 28. November 1998 | Sestriere            | PSL       | Karine Ruby       | Manuela Riegler   | Isabelle Blanc           |
| 7.                                                                           | 29. November 1998 | Sestriere            | GS        | Margherita Parini | Karine Ruby       | Isabelle Blanc           |
| 8.                                                                           | 4. Dezember 1998  | Ischgl               | PSL       | Karine Ruby       | Isabelle Blanc    | Birgit Herbert           |
| 9.                                                                           | 10. Dezember 1998 | Whistler             | SG        | Sondra van Ert    | Margherita Parini | Ursula Fingerlos         |
| 10.                                                                          | 1. Dezember 1998  | Whistler             | HP        | Tricia Byrnes     | Doriane Vidal     | Kim Stacey               |
| 11.                                                                          | 13. Dezember 1998 | Whistler             | SBX       | Maëlle Ricker     | Sophia Bergdahl   | Manuela Riegler          |
| 12.                                                                          | 15. Dezember 1998 | Mount Bachelor       | SG        | Rosey Fletcher    | Karine Ruby       | Sondra van Ert           |
| 13.                                                                          | 16. Dezember 1998 | Mount Bachelor       | HP        | Tricia Byrnes     | Shannon Dunn      | Doriane Vidal            |
| 14.                                                                          | 5. Januar 1999    | Morzine              | PSL       | Marion Posch      | Karine Ruby       | Sara Fischer             |
| 15.                                                                          | 6. Januar 1999    | Morzine              | PGS       | Manuela Riegler   | Carmen Ranigler   | Isabel Zedlacher         |
| 16.                                                                          | 7. Januar 1999    | Morzine              | HP        | Valerie Bourdier  | Doriane Vidal     | Sabine Wehr-Hasler       |
| 12. bis 19. Januar 1999: Snowboard-Weltmeisterschaften 1999 in Berchtesgaden |                   |                      |           |                   |                   |                          |
| 17.                                                                          | 20. Januar 1999   | Gstaad               | GS        | Sondra van Ert    | Margherita Parini | Manuela Riegler          |
| 18.                                                                          | 22. Januar 1999   | Grächen              | SBX       | Ursula Fingerlos  | Manuela Riegler   | Angelique Correze-Hubert |
| 19.                                                                          | 25. Januar 1999   | Madonna di Campiglio | GS        | Karine Ruby       | Isabelle Blanc    | Sondra van Ert           |
| 20.                                                                          | 30. Januar 1999   | Mont Sainte-Anne     | GS        | Sondra van Ert    | Claudia Riegler   | Margherita Parini        |
| 21.                                                                          | 31. Januar 1999   | Mont Sainte-Anne     | HP        | Kim Stacey        | Tricia Byrnes     | Lori Glazier             |
| 22.                                                                          | 5. Februar 1999   | Park City            | PSL       | Sandra Farmand    | Manuela Riegler   | Karine Ruby              |
| 23.                                                                          | 6. Februar 1999   | Park City            | HP        | Tricia Byrnes     | Kim Stacey        | Sabine Wehr-Hasler       |
| 24.                                                                          | 7. Februar 1999   | Park City            | GS        | Margherita Parini | Karine Ruby       | Nathalie Desmares        |
| 25.                                                                          | 13. Februar 1999  | Asahikawa            | PSL       | Marion Posch      | Karine Ruby       | Manuela Riegler          |
| 26.                                                                          | 14. Februar 1999  | Asahikawa            | HP        | Tricia Byrnes     | Doriane Vidal     | Anna Hellman             |
| 27.                                                                          | 19. Februar 1999  | Naeba                | PGS       | Lidia Trettel     | Margherita Parini | Karine Ruby              |
| 28.                                                                          | 20. Februar 1999  | Naeba                | HP        | Tricia Byrnes     | Doriane Vidal     | Kim Stacey               |
| 29.                                                                          | 20. Februar 1999  | Naeba                | PSL       | Marion Posch      | Heidi Renoth      | Manuela Riegler          |
| 30.                                                                          | 5. März 1999      | Kreischberg          | SBX       | Sophia Bergdahl   | Manuela Riegler   | Katrin Winkler           |
| 31.                                                                          | 6. März 1999      | Kreischberg          | PSL       | Isabelle Blanc    | Dorothée Fournier | Heidi Renoth             |
| 32.                                                                          | 11. März 1999     | Olang                | PGS       | Manuela Riegler   | Isabelle Blanc    | Margherita Parini        |
| 33.                                                                          | 12. März 1999     | Olang                | PSL       | Marion Posch      | Isabelle Blanc    | Karine Ruby              |
| 34.                                                                          | 13. März 1999     | Olang                | HP        | Tricia Byrnes     | Valerie Bourdier  | Kim Stacey               |
| 35.                                                                          | 14. März 1999     | Olang                | SBX       | Ursula Fingerlos  | Manuela Riegler   | Janet Jonsson            |

### Weltcupstände
| Rang | Name              | Punkte |
| ---- | ----------------- | ------ |
| 1.   | Manuela Riegler   | 1479   |
| 2.   | Karine Ruby       | 1460   |
| 3.   | Ursula Fingerlos  | 1202   |
| 4.   | Marion Posch      | 1043   |
| 5.   | Margherita Parini | 984    |
| 6.   | Sophia Bergdahl   | 942    |
| 7.   | Tricia Byrnes     | 925    |
| 8.   | Isabelle Blanc    | 911    |
| 9.   | Lidia Trettel     | 788    |
| 10.  | Sondra van Ert    | 761    |

| Rang | Name              | Punkte |
| ---- | ----------------- | ------ |
| 1.   | Margherita Parini | 7500   |
| 2.   | Karine Ruby       | 7100   |
| 3.   | Sondra van Ert    | 5840   |
| 4.   | Lidia Trettel     | 5120   |
| 5.   | Claudia Riegler   | 4490   |
| 6.   | Isabelle Blanc    | 4040   |
| 7.   | Ursula Fingerlos  | 3850   |
| 8.   | Manuela Riegler   | 3700   |
| 9.   | Birgit Herbert    | 3480   |
| 10.  | Isabel Zedlacher  | 3470   |

| Rang | Name              | Punkte |
| ---- | ----------------- | ------ |
| 1.   | Marion Posch      | 5500   |
| 2.   | Karine Ruby       | 5250   |
| 3.   | Manuela Riegler   | 4750   |
| 4.   | Sandra Farmand    | 3620   |
| 5.   | Heidi Renoth      | 3560   |
| 6.   | Isabelle Blanc    | 3550   |
| 7.   | Sara Fischer      | 2910   |
| 8.   | Birgit Herbert    | 2340   |
| 9.   | Dorothée Fournier | 2300   |
| 10.  | Claudia Riegler   | 2150   |

| Rang | Name             | Punkte |
| ---- | ---------------- | ------ |
| 1.   | Ursula Fingerlos | 2450   |
| 2.   | Manuela Riegler  | 2400   |
| 3.   | Sophia Bergdahl  | 2200   |
| 4.   | Maëlle Ricker    | 1450   |
| 5.   | Lesley McKenna   | 1170   |
| 6.   | Aurélie Tible    | 1050   |
| 7.   | Janet Jonsson    | 890    |
| 8.   | Claire Gastaud   | 800    |
| 9.   | Joanna Mularz    | 770    |
| 10.  | Claudia Riegler  | 720    |

| Rang | Name                | Punkte |
| ---- | ------------------- | ------ |
| 1.   | Tricia Byrnes       | 7400   |
| 2.   | Doriane Vidal       | 5900   |
| 3.   | Kim Stacey          | 5400   |
| 4.   | Sabine Wehr-Hasler  | 3860   |
| 5.   | Anna Hellman        | 3800   |
| 6.   | Valerie Bourdier    | 3250   |
| 7.   | Siw Alida Renander  | 2700   |
| 8.   | Alessandra Pescosta | 2530   |
| 9.   | Janet Jonsson       | 2360   |
| 10.  | Michelle Taggart    | 2190   |